# Good as Hell
Good as Hell is een nummer opgenomen door de Amerikaanse zangeres en rapper Lizzo. Geschreven door Lizzo, Ricky Reed en geproduceerd door Reed, werd het nummer uitgebracht op 8 maart 2016, via Atlantic Records en Nice Life Recording Company als de eerste single van haar debuut extended play Coconut Oil.  In 2019 werd het nummer opnieuw uitgebracht als radiosingle, net zoals Truth Hurts werd het een grote hit, maanden na de eerste release.
Na haar uitvoering van Good as Hell op de MTV Video Music Awards 2019, kwam het nummer de Amerikaanse Billboard Hot 100 binnen, later bereikte het derde plaats in november 2019 en de top tien in verschillende andere landen, waaronder Australië, Canada, België, Nieuw-Zeeland en het Verenigd Koninkrijk.
Een officiële remix met de Amerikaanse zangeres Ariana Grande werd uitgebracht op 25 oktober 2019. Hierdoor kreeg het nummer nog meer erkenning.